# NGC 6905
NGC 6905 (Blue Flash Nebel) ist ein planetarischer Nebel, der von William Herschel am 16. September 1784 entdeckt wurde. Er befindet sich etwa 9.000 Lichtjahre entfernt im Sternbild Delphin.